# Buvika
Buvika är en kyrkby i Skauns kommun i Trøndelag fylke i mellersta Norge. Orten ingår i den sammanväxta tätorten Buvika/Ilhaugen och ligger vid  Europaväg 39 på södra sidan av Gaulosen, en arm av Trondheimsfjorden. Här finns Buviks kyrka.
Orten utgjorde tidigare centralort i dåvarande Buviks kommun.

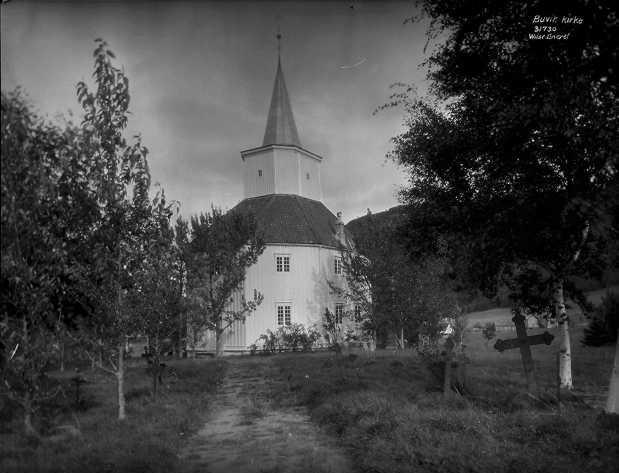
Buviks kyrka 1927.